# 細川碧
細川 碧（ほそかわ みどり、1906年5月15日 - 1950年8月21日）は、日本の作曲家。東京府出身。

## 来歴
東京牛込に生まれる。「さるやんごとない方の落とし子」「さる帝(明治天皇ではない)のご落胤」（ごらくいん）であったとされる。
東京府立第一中学校（現・東京都立日比谷高等学校）在学中、梁田貞に作曲を学んだのち、1923年東京音楽学校本科声楽科へ入学。ハンカ・ペツォールト、マルガレーテ・ネトケ＝レーヴェに声楽を師事し、作曲を信時潔に学んだ。進んで同校研究科作曲部に入り、信時にさらについた。
1929年、同校研究科卒業と同時に文部省在外研究員としてウィーン市国立音楽芸術単科大学に5年間留学する。そこでは主にフランツ・シュミットに師事し、1934年4月、同学優等賞を受けて学課を修了した。在外生活後半の2年にウィーンおよびブダペスト放送局の委嘱により自作品の演奏と日本音楽の講演などを行うも、ウィーン・フィルハーモニー管弦楽団演奏による交響詩《法の夕》の演奏と日本への中継放送計画は中断している。この作品は恩師フランツ・シュミットより「日本のストラヴィンスキー」と激賞されたという。
1936年帰国、以後1946年まで東京音楽学校教授として作曲理論の教鞭をとり、後進の指導にあたった。1938年と1944年には自作交響作品の発表会を開催して世に問うた。敗戦後、戦争責任を問われると橋本國彦、平井康三郎と共に音楽学校教授を辞職。1950年、若くして亡くなった。
没後、多くの自筆譜は弟子の竹内昭一が預かったが、その後行方不明になっている。そのうえ、本領としたオーケストラ作品には出版されたものや録音の残るものがひとつもない。そのため、再評価が実質的には不可能になっている。

## 作品
主な作品に以下のものがある。
- 小組曲《日本の物語》（1933）
- 《ピアノ協奏曲 ハ長調》（1933）
- 混声合唱と管弦楽のための《法の夕》（1934）
- 交響楽詩《明治天皇御製組曲》（1937）[6]
- 2人の独唱者と管弦楽のための交響楽詩《大和路》（1940）
- 交響楽詩《から松》（1940）
- 交響組曲《富士》（1943）
- 《日本的バレエ組曲》（1946）
- 歌劇《仏陀》（未完、自身の詞による）
- ピアノのための《古き樣式のフーゲ》 Dドリア旋法[7]
- 歌曲《カスタニエの》（川上嘉市 詞）[8][9]

## 教え子
- 清水脩[1]
- 高田三郎[1]
- 柴田南雄[10]
- 宗像敬[11]
- 芥川也寸志[1]
- 奥村一[1]
- 斎藤高順[1]
- 團伊玖磨[1]

### 注
1. ↑  細川には戦時中の作品に《日華提携の歌》（小林愛雄作歌 ; 細川碧作曲）がある[5]。

## 関連資料
発行年順
- 『日本作曲年鑑』大日本作曲家協会 編、昭和13年度、共益商社、1938年（昭和13年）、16-17頁（コマ番号0022.jp2）、doi:10.11501/1231329。佐藤長助、錫木碧（ママ）「6　つくしんぼ小山」を収載。
- 山田耕筰 篇「細川碧」『日本独唱曲集1』、東京：春秋社〈世界名曲全集・声楽篇６〉、1951年。タイトルコード：1009510042379｡
- 飛鳥寛栗「9章　貴志康一と細川碧の「仏陀」」『それは仏教唱歌から始まった : 戦前仏教洋楽事情』樹心社、星雲社（発売元）、1999年。ISBN 4795224889。NCID BA45177775。
- 飛鳥寛栗「それぞれのご縁（日本女性作曲家第一号　松島彝の作品と生涯；幻の作曲家　細川碧の歌劇「仏陀」；童謡作家　武内俊子　ほか）」『仏教音楽への招待』、本願寺出版社、2008年。ISBN 9784894164000、NCID BA85457063。
- 細川碧作曲「正述心緒･誠 ; をりにふれて」『東京音楽学校関係作曲及演奏』、東京芸術大学附属図書館〈附属図書館所蔵SPレコード第12巻〉、録音資料（CD）、2008年。